# Morvern Callar
Morvern Callar es un drama psicológico de 2002 dirigida por Lynne Ramsay y protagonizada por Samantha Morton. El guion, escrito por Ramsay y Liana Dognini, estaba basada en la novela homónima de Alan Warner. 

## Argumento
Morvern Callar (Samantha Morton) es una mujer joven en una pequeña ciudad portuaria en Escocia. Se despierta la mañana de Navidad para descubrir que su novio se ha suicidado, dejando una nota de suicidio, una cinta mixta y el manuscrito de su novela inédita. Su novela está dedicada a ella y ella decide borrar su nombre y pone su propio nombre en la novela y la envía a la editorial recomendada por su novio. En lugar de arreglar un funeral con el dinero de su cuenta, como él le pidió, corta su cuerpo y lo entierra en las montañas. Con el dinero se escapa de su trabajo apilando fruta de un supermercado local y se va a Almería, Costa del Sol, con su mejor amiga Lanna (Kathleen McDermott). Mientras salen de fiesta, ella siente que está de un humor diferente al de Lanna y la deja para poder conocer a los editores que han venido a buscarla a España. Ella interpreta el papel de una escritora y recibe un adelanto de la novela por 100,000 libras. De vuelta en Escocia, intenta convencer a Lanna de que la acompañe al gran mundo, pero Lanna se niega a irse (en España, Lanna ha conocido a un chico de Leeds que planea visitarla en Escocia). Morvern recoge su maleta y se dirige a la estación de tren.

## Reparto
- Samantha Morton como Morvern Callar
- Kathleen McDermott como Lanna